# La Roche aux Guillemots
La Roche aux Guillemots est une nouvelle de Guy de Maupassant, parue en 1882.

## Historique
La Roche aux Guillemots est initialement publiée dans la revue Le Gaulois du 14 avril 1882, puis dans le recueil Contes du jour et de la nuit en 1885. 

## Résumé
En avril, à l’ouverture de la chasse au guillemot, on ne voit  pas arriver sur la plage de vieux messieurs, d’ailleurs de moins en moins nombreux chaque année, venir tirer ces oiseaux migrateurs. Ces oiseaux viennent spécialement des environs de Terre-Neuve pour nidifier, pondre et couver sur la roche dites aux guillemots près d’Étretat. 
Cette chasse est assez spéciale, les chasseurs partent vers trois heures du matin. Ils montent dans des barques. Les marins les mènent à la rame près de la roche et effraient les oiseaux pour leur faire quitter les nids et permettre aux chasseurs de les tirer en vol. Si les oiseaux ne veulent pas s’envoler, on les tire en train de couver.
Lors d’une des dernières chasses, un groupe de quatre chasseurs, des anciens qui se réunissent chaque année pour le massacre annuel, voit le plus acharné d’entre tous, M. d’Arnelles, être distrait. Il ne semble pas être dans son assiette. Il rate ses coups. Un valet, vêtu de noir, le sollicite en aparté à plusieurs reprises.
Après deux jours de chasse, M. d’Arnelles avoue à ses compagnons qu’il doit les quitter, car son gendre est avec lui. Les autres chasseurs, stupéfaits, veulent le voir, mais M. d’Arnelles leur avoue qu’il est mort et que, depuis deux jours, il est dans le corbillard qui l'attend dans la remise. En route pour ramener le corps, il a décidé de faire un crochet pour tirer quelques oiseaux.
L’un des chasseurs lui rétorque que le mort peut bien attendre un jour de plus. M. d’Arnelles, soulagé par cette remarque, se tourne vers le valet qui est en fait le croque-mort pour lui annoncer qu’il reste deux jours de plus.

## Édition française
- La Roche aux Guillemots, dans Maupassant, Contes et Nouvelles, tome I, texte établi et annoté par Louis Forestier, éditions Gallimard, Bibliothèque de la Pléiade, 1974  (ISBN 978 2 07 010805 3).